# Mnyamawamtuka
Mnyamawamtuka moyowamkia
Genre
Espèce
Mnyamawamtuka est un genre fossile de dinosaures sauropodes titanosaures, un Lithostrotia basal découvert dans le Crétacé d'Afrique.
Une seule espèce est rattachée au genre, Mnyamawamtuka moyowamkia, décrite par les paléontologues Eric Gorscak (d) et Patrick M. O'Connor (d) en 2019.

## Fossiles
Un seul squelette, partiel et sans le crâne, a été découvert en 2004 (et dégagé entre 2005 et 2008), dans le sud-ouest de la Tanzanie dans une carrière située sur les berges de la rivière Mtuka près du lac Rukwa, non loin des frontières avec la Zambie et le Malawi. Il provient des sédiments fluviatiles du membre Mtuka de la formation géologique de Galula. Le membre Mukta est daté en magnétostratigraphie du  « Cretaceous Normal Superchron » ou chron C34, un très long épisode de près de 40 millions d'années, de 120 à 83 millions d'années, de l'Aptien jusqu'au Santonien. L'appartenance du membre sus-jacent dit Namba au Crétacé supérieur, fournit un âge Aptien à Cénomanien pour le membre Mukta, c'est-à-dire environ entre 121,4 et 93,9 millions d'années.

## Étymologie
Le nom de genre Mnyamawamtuka est une contraction des mots du kiswahili Mnyama wa Mtuka, la « bête de la rivière Mtuka », qui indique le fait que ses restes fossiles ont été découverts à proximité de l'actuelle rivière Mtuka. Le nom spécifique est une contraction de moyo wa mkia, ce qui signifie en kiswahili le « cœur de la queue » , une référence à la section transversale en forme de cœur de la facette arrière des vertèbres de la partie médiane de la queue.

## Description
Le seul spécimen connu, référencé RRBP 05834, a une longueur totale estimée à 7,60 mètres, pour une masse évaluée à  1,5 tonne. Ce n'était cependant probablement pas un individu complètement adulte
Ses inventeurs décrivent cinq caractéristiques spécifiques (autapomorphies) :
- les vertèbres médianes et postérieures (dorsales) ont une crête accessoire ou « lamina » fourchue en forme de fourche, située entre la crête normale reliant les processus articulaires antérieurs et le canal neural ;
- les vertèbres dorsales postérieures n'ont pas de crête reliant les processus articulaires arrière, car la crête à l'arrière du processus neural s'étend jusqu'au canal neural ;
- les vertèbres centrales de la queue ont un corps vertébral dont la face arrière est élargie au-dessus et sur les côtés, en forme de cœur ;
- la partie interne supérieure du bord avant de l'omoplate, la partie touchant le coracoïde, présente une crête incurvée parallèle à une rainure ;
- toutes les plaques des paires osseuses thoraciques sont exceptionnellement petites, ne représentant que 42% de la longueur de l'humérus.

## Classification
L'étude phylogénétique conduite pas les inventeurs du genre place Mnyamawamtuka parmi les Titanosauria, soit comme un Lithostrotia basal ou soit juste en amont de ce clade. Parmi les lithostrotiens, il est considéré comme un groupe frère d'un autre genre africain : Malawisaurus.